# Loa, Utah
Loa, Utah (енгл. Loa) град је у америчкој савезној држави Јута.

## Демографија
По попису из 2010. године број становника је 572, што је 47 (9,0%) становника више него 2000. године.
| Група             | 2000.       | 2010.       |
| Белци             | 512 (97,5%) | 532 (93,0%) |
| Афроамериканци    | 0 (0,0%)    | 1 (0,2%)    |
| Азијати           | 0 (0,0%)    | 5 (0,9%)    |
| Хиспаноамериканци | 9 (1,7%)    | 23 (4,0%)   |
| Укупно            | 525         | 572         |